# 트램프스
트램프스(영어: The Trammps)는 필라델피아를 기반으로 활동한 미국의 디스코 및 솔 밴드로, 최초의 디스코 밴드 중 하나이다.